# 345-й парашутно-десантний полк (РФ)
345-й гвардійський парашутно-десантний полк (345 ПДП) — військове формування Повітрянодесантних військ Російської Федерації, що існувало у 1992—1998 роках.
Полк брав участь у бойових діях Абхазької війни. У 1998 році полк був розформований.

## Історія
Незадовго до розпаду СРСР, 9 квітня 1989 року, 345-й парашутно-десантний полк Радянської армії брав участь у розгоні мирного протесту в Тбілісі, який призвів до численних жертв серед мирного населення. 16 серпня 1992 року передислокований в місто Гудаута Абхазької АРСР, а після розпаду СРСР увійшов до складу Збройних сил Російської Федерації. З червня 1994 року полк брав участь в операціях грузино-абхазької війни.
30 квітня 1998 року на підставі наказу Міністра оборони РФ 345-й гвардійський парашутно-десантний полк був розформований. З 1 травня 1998 року на фондах полку була створена 50-та військова база, пізніше перейменована на 10-й миротворчий повітряно-десантний полк.

## Нагороджені полку

### Герої Російської Федерації
За часів грузино-абхазької війни один військовослужбовець військової частини удостоєний звання Героя Росії посмертно.
- Гвардії старший сержант Вольф Віталій Олександрович (1993, посмертно), командир відділення, зарахований навічно до списків частини.